# الرفراف ذو الشاربين
الرفراف ذو الشاربين هو نوع من الطيور من فصيلة رفراف النهر تعيش في بابوا غينيا الجديدة وجزر سليمان.